# Rideau (géomorphologie)
Pour les articles homonymes, voir Rideau (homonymie).

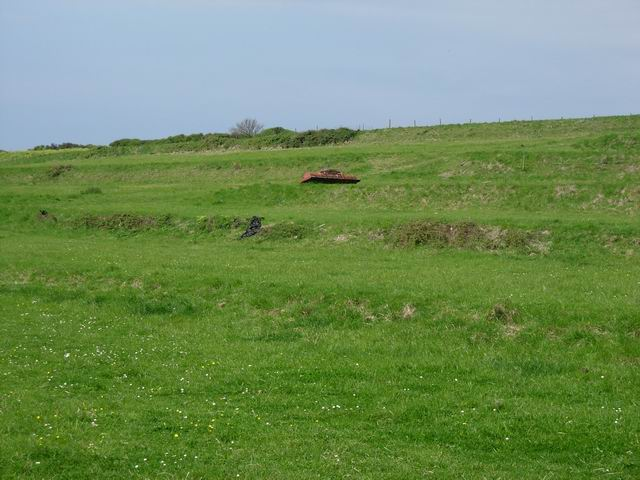
Exemple de structure en rideaux et terrasses (Royaume-Uni), sur un site occupé par l'homme il y a environ 8000-8500 ans

Pour le géomorphologue, un rideau (parfois localement appelé royon ou linchet), est un modelé typique de certains paysages, notamment des pays crayeux en Europe (Dans ce cas, c'est un escarpement marqué par de brusques dénivellations linéaires de terrain, toujours sur les versants à faible pente de vallées entamant la craie). 

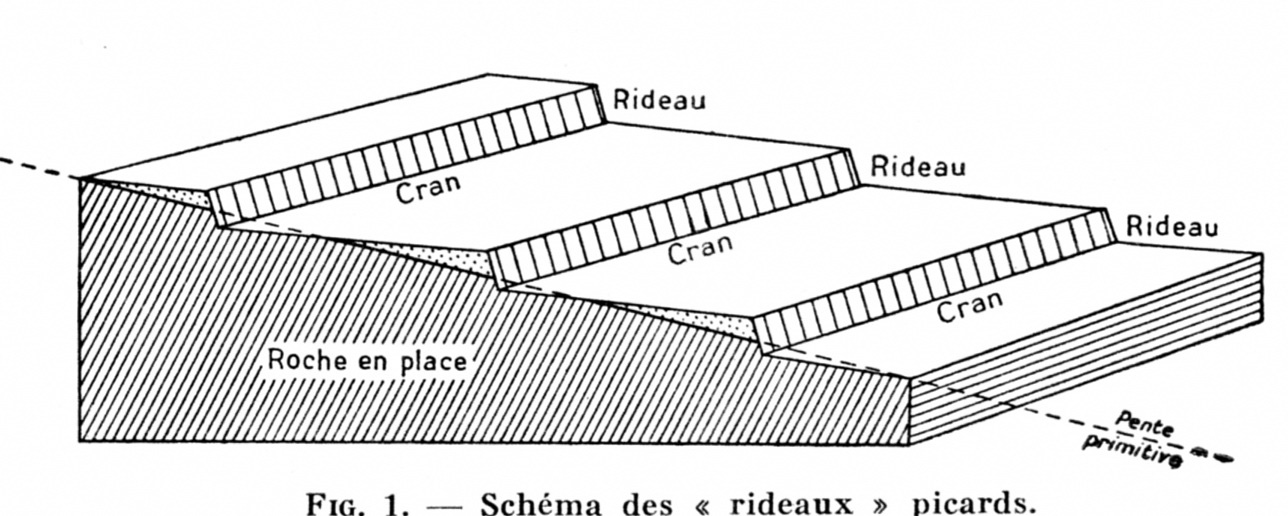
Représentation schématique des rideaux picards, par Fénelon.

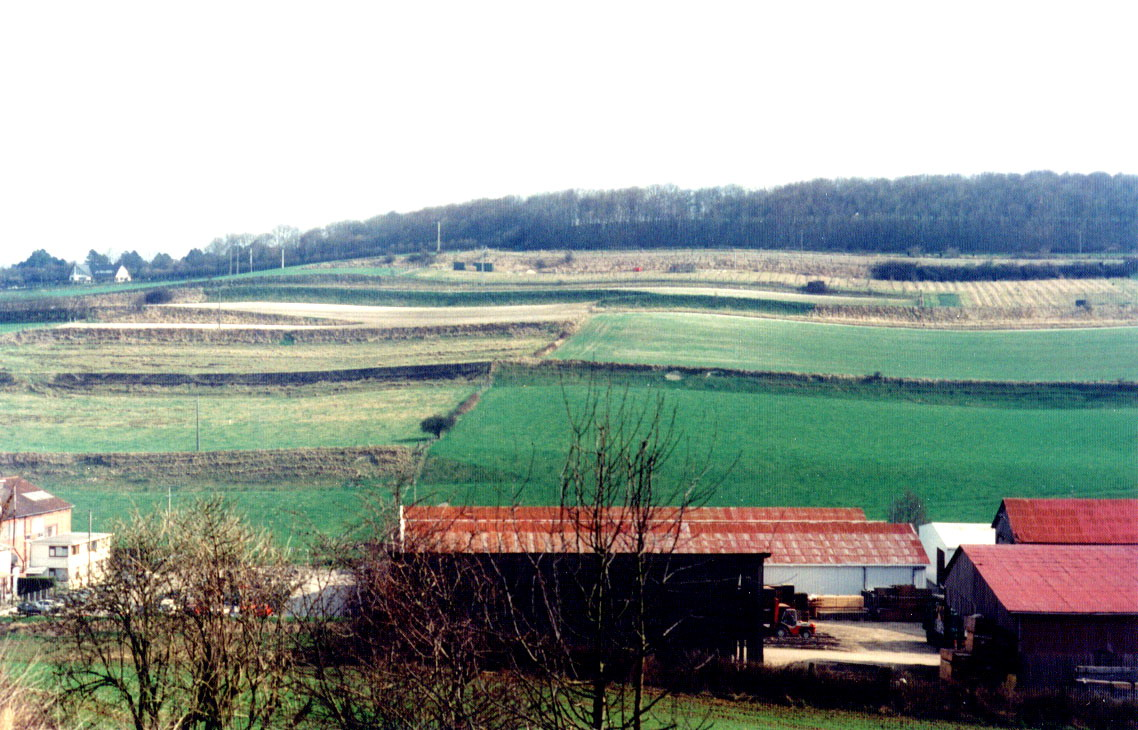
« Royons » ou « rideaux » en pays de Bray.

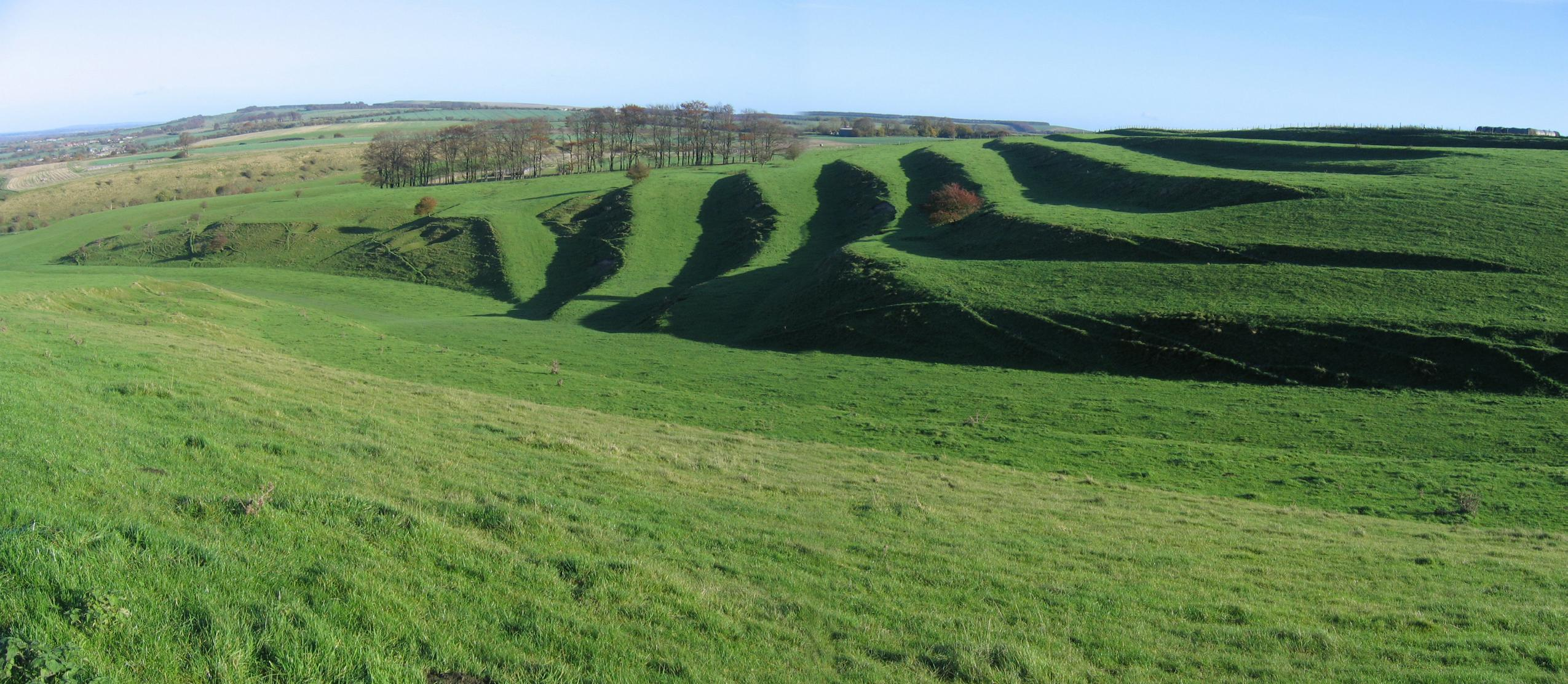
Rideaux dits « Lynchets » au Royaume-Uni, ici près de Bishopstone, dans le Wiltshire. On distingue sur cette photo (cliquer dessus pour l'agrandir) les chemins tracés par les animaux qui passent d'une terrasse à l'autre.

Les rideaux sont généralement parallèles aux talwegs.
En France, des rideaux généralement d'environ 1 à 2 m de dénivelé, parfois de 3 m environ, sont présents, par exemple dans le nord du Bassin parisien, en Picardie et dans le Nord-Pas-de-Calais, en Belgique et dans de nombreux territoires agricoles, dans le monde entier, notamment sur substrat de lœss, mais pas uniquement. 
Dans certains contextes, entre des rideaux assez rapprochés, des terrasses agricoles plus ou moins horizontales peuvent exister,.

## Origines[1]
Elles ont été controversées et sont encore discutées :
- De Lapparent (1890) y voit une régularisation du relief par le labourage de tous les accidents naturels qui interrompent la régularité de la pente d’un versant ;  
Aufrère[8] en 1929 les pensait anthropique (induit par les pratiques culturales, ce qui ne peut être confirmé pour certains rideaux de grande hauteur. 
Des géomorphologues tels qu'André Ozer en 1969[3], Dabney en 2006[6]; Patro en 2008[4] les considèrent également comme d'origine anthropique (effets combinés du labour et de l'érosion/sédimentation perpendiculaire au sens de la pente, à cause de l'érosion éolienne et de l'érosion hydrique[9],[10]). 
Les animaux de traits et paysans travaillent spontanément et traditionnellement la terre perpendiculairement au sens de la pente, ce qui tend à former des bandes "en escalier" sur la pente[11] ; 
L' érosion aratoire (érosion sèche, et d'origine « mécanique ») sur pente est induit par le retournement et la dégradation du sol, dont les particules roulent ensuite sur la pente jusqu'au premier obstacle en contrebas[12] (Roose, 1994). À elle seule, cette érosion aratoire peut avoir des effets dépassant largement ceux de l’érosion hydrique ou éolienne[13],[14],[15]
- D'autres auteurs estiment qu'il peut y avoir, au moins dans certains cas excavation délibérée[16],[17],[7],[2],[18],[19]. 
Une hypothèse étymologique posée par Aufrère, 1927 est que le mot rideau vienne de royon (langue romane), nom donné aux sillons). Mais on peut opposer à cette analyse qu'en Belgique et régions néerlando-germanophones, le mot Graf ou graft évoque au contraire une excavation volontaire du sol (graven ou graben signifiant « creuser » [19] ;
- Le rideau pourrait aussi matérialiser en surface des phénomènes d'accidents profonds.
- le rideau pourrait aussi matérialiser un glissement le long de diaclases existantes, par dissolution du matériel crayeux lié aux circulations d’eau souterraine. C'est une hypothèse soutenue par Gosselet il y a plus d'un siècle (en 1897), puis Lasne (1890) puis Leriche (1926) qui y voient le résultat morphologique de phénomènes particuliers de dissolution souterraine de la craie ; 
Bracq (1992) les juge d'origine naturelle (des affleurements de la craie turono-sénonienne ont été trouvés au niveau de certains rideaux près du Cap Blanc-Nez, de Lumbres, de Lisbourg ou d’Arras) 
Des dolines et des creuses sont par ailleurs souvent présents aux alentours des rideaux.  
Bonnet a montré en 1995 que la présence des rideaux était corrélée avec celles des vallées productrices en eau.

Dans l'état actuel des connaissance, il semble donc que certains rideaux pourraient avoir une origine anthropique ou liée au passage répété d'animaux notamment lors de passages répétés de socs de charrue ; On en voit encore notamment se former dans les pays où les animaux de traits sont encore très utilisés pour des labours répétés sur pente comme en Éthiopie où on a montré que « l’utilisation de l’araire en Éthiopie mène au dépôt annuel de 11 à 91 kg de « sédiments » par mètre courant de rideau » (nommé « dagets », en Éthiopie) (Ailleurs des labours par bœufs, chevaux, ou à la houe ont des effets similaires), mais d'autres, de grande taille pourraient avoir des origines géomorphologiques, encore mal comprises ou discutées.

Les deux hypothèses ne s'excluent pas ; On peut imaginer que des agriculteurs appréciant le début de planéité du sol entre deux rideaux dus au labour aient conforté cet effet en déplaçant de la terre du haut vers le bas pour créer des terrasses, ou que le labour ait naturellement suivi des dénivellations naturelles, en les accentuant.

## Intérêt
Le paysagiste, l'aménageur du territoire ou l'écologue lui trouvent d'éventuels intérêt : 
- Ils contribuent à la complexité et diversité des paysages
- Autrefois ponctuellement pâturés (moutons..) et non cultivés, ils peuvent être indemnes ou relativement indemnes d'eutrophisation par les engrais ou de pollution par les pesticides (notamment dans un contexte boisé ou enherbé, et s'ils sont aussi épargnées par le ruissellement en provenance de zones de cultures intensives).
- Ils ont localement aussi un rôle potentiel ou avéré d'élément du maillage écologique (corridor biologique) intéressant dans le cadre d'une trame verte locale. Ils sont souvent associés à des paysages de creuses dans les paysages crayeux du nord de la France, le Conseil scientifique de l'environnement a mis en avant l'importance de protéger certains de ces éléments paysagers dans ce cadre.
- Ils peuvent jouer un rôle d'abri, de corridor et de gagnage pour des espèces-gibier ou une partie de la biodiversité.
- Ils permettent dans la lecture et l'interprétation du paysage de retrouver des informations sur les anciennes occupations du sol et formes d'agriculture [23]